# クラッド貨幣

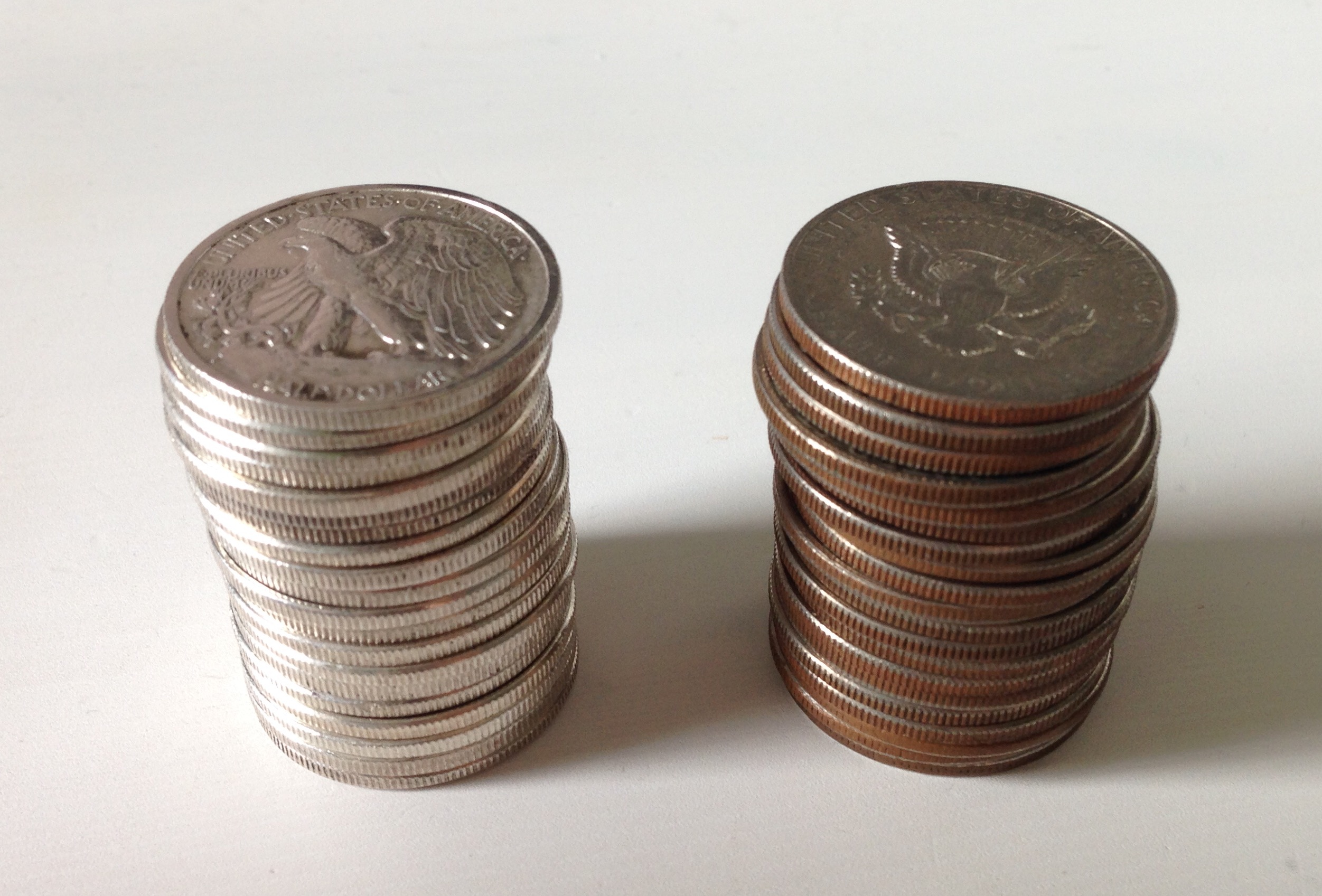
左：銀貨　右：クラッド貨幣
異なる金属の層が見える。

クラッド貨幣（クラッドかへい、英: clad coin）は、異なる種類の金属をサンドイッチ状に重ね合わせた金属（クラッドメタル）を用いて製造された貨幣。
用いられる金属は様々だが、白銅-銅-白銅などの三層構造のものが多い。

## 特徴
三層構造のため、側面の色が分かれて見える。通常の単一金属で製造された貨幣に比べ、バイメタル貨同様、偽造防止の対策に優れているとされる。

## 実施例

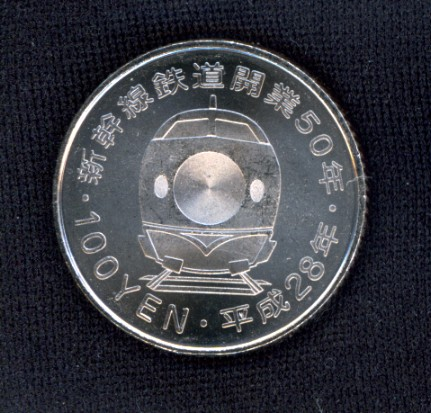
新幹線鉄道開業50周年記念100円クラッド貨幣(裏面)

アメリカの10セント、25セント、50セント硬貨やタイの5バーツ硬貨、ドイツの5ペニヒ、10ペニヒ硬貨などが挙げられる。
日本では、純粋なクラッド貨幣としては2015年（平成27年）に発行された記念貨幣の新幹線鉄道開業50周年記念貨幣で初めて用いられ、白銅で銅を挟んだクラッド貨幣となっている。なおこれをバイメタル貨と組み合わせたものはそれ以前の2008年（平成20年）に地方自治法施行60周年記念貨幣から採用されており、通常貨幣としては2021年（令和3年）11月1日より流通開始した3代目の五百円硬貨で初採用された。これらは中心の銀色の部分が白銅で銅を挟んだクラッド構造であり、更に外縁部がニッケル黄銅のバイカラー・クラッド貨幣である。日本の記念貨幣を含む五百円のバイカラー・クラッド貨は、中心部分にクラッド構造を採用しているため、銅の部分は外見上全く見えない構造となっているが、機械で扱うときに電気伝導率の変化を利用する際にこの層が有効となる。